# 天主教博蒙特教區
天主教博蒙特教區（拉丁語：Dioecesis Bellomontensis）是羅馬天主教一個教區，屬加爾維斯頓-休斯敦總教區。教區於1966年6月25日成立。
教區管轄美國得克薩斯州東南部九縣，教座位於博蒙特。教區於2006年時有80,194名教友，佔轄區總人口13.3%。教區下轄45個堂區和69名司鐸。
現任教區主教為達味·L·托普斯，榮休主教為寇蒂斯·J·紀樂里。